# Goucunji
Goucunji (kinesiska: 苟村集镇, 苟村集) är en köping i Kina. Den ligger i provinsen Shandong, i den östra delen av landet, omkring 210 kilometer sydväst om provinshuvudstaden Jinan. Antalet invånare är 35188. Befolkningen består av 17 426 kvinnor och 17 762 män. Barn under 15 år utgör 20,0 %, vuxna 15-64 år 70 %, och äldre över 65 år 9,0 %.
Genomsnittlig årsnederbörd är 796 millimeter. Den regnigaste månaden är juli, med i genomsnitt 190 mm nederbörd, och den torraste är januari, med 7 mm nederbörd.